# André Besson
Pour les articles homonymes, voir Besson.
André Jean Edmond Antoine Besson, né le 27 octobre 1927 à Dole (Jura) et mort le 29 avril 2023 à Dole (Jura), est un écrivain et journaliste français, auteur régionaliste de Franche-Comté.

## Biographie
Lycéen pendant la guerre de 1939-1945, il publie en 1944 clandestinement le poème Oradour-sur-Glane. Étudiant à Paris ensuite, il publie dès 1946 plusieurs livres sur la guerre et la résistance.
Il était un collègue journaliste et ami de Bernard Clavel, cet autre écrivain Franc-Comtois. Selon L'Union, Besson « œuvrait dans l'ombre du grand Bernard Clavel ».
Avec plus de 50 livres, il est auteur prolifique de romans régionalistes et de livres documentaires sur la Franche-Comté. Plusieurs de ses livres sont adaptés à l'écran comme le roman policier La Grotte aux loups ou Le Village englouti. Il est pendant trois ans présentateur de l'émission littéraire "Tribune livres".
Il vit à Dole dans le Jura.
André Besson a mis fin à ses jours à l'âge de 95 ans. Son corps a été repêché le 29 avril 2023 dans le Canal du Rhône au Rhin, non loin de son appartement.

### Honneurs
André Besson est lauréat du Prix Edgar-Faure (ou prix littéraire de la région Franche-Comté) en 1987  pour l’ensemble de son œuvre et de plusieurs autres prix littéraires.
Il reçoit en 1997 le Prix Georges Goyau, médaille de bronze, de l'Académie française.
Le 31 décembre 2005 il est reçu Chevalier de la Légion d'honneur.
La médiathèque de Chaussin porte son nom.
En 2016, l'Association Comtoise d'Auteurs crée le prix « André Besson » en son honneur.

## Œuvre

### Titres signés André Besson

#### Poésie
- Oradour-sur-Glane

#### Mémoires et ouvrages historiques
- Le Fils de Hitler (1976)
- Les Maquis de Franche-Comté (1978)
- Mon journal
- Les Trente Jours de Berlin : 8 avril-8 mai 1945  (1985)
- Nos années d'espérance (1993)
- Les Grandes Évasions de la Seconde Guerre mondiale (1999)
- Les Carnets d'André Besson (2008)

#### Autres ouvrages
- La Dame du Val d'Amour (1959) - Prix Louis Pergaud (1959)[réf. nécessaire]
- Marie de Bourgogne: la Princesse aux chaînes (1963)
- La Grotte aux loups (1965) - Prix international du terroir - téléfilm 1980[réf. nécessaire]
- Une poignée de braves : épisodes de la Résistance franc-comtoise, 1940-1944, publié par Les Nouvelles éditions jurassiennes (1965)
- Marguerite d’Autriche, ou la belle Marguerite(1968) - Prix littéraire de la Ville de Dijon[réf. nécessaire]
- Aventure à San Miguel (1969)
- L'Homme de la savane, Fleuve noir, coll. « Spécial Police » no 930 (1969)
- Le Vent des collines (1970)
- Les Loups du Val d’Amour (1971) - Prix Louis-Pergaud[réf. nécessaire]
- La Liberté pour ta peau, Fleuve noir, coll. « Spécial Police » no 998 (1972)
- Le Village englouti (1973) - Prix Émile Zola[réf. nécessaire]
- Les Amants de la dune, Fleuve noir, coll. « Spécial Police » no 1108 (1974)
- Le Moulin du silence, 1974Prix Max du Veuzit[10]
- Folle Avoine (1974)
- Les Randonneurs, Fleuve noir, coll. « Spécial Police » no 1209 (1975) - Grand Prix du roman policier[réf. nécessaire]
- Pour un amour perdu (1976)
- La Dernière Neige (1973), Éditions Mon Village SA - illustration de la jaquette: Kinette Hurni - illustrations Pierre Klemczynski
- Un printemps pour aimer (1982)
- Malet, l'homme qui fit trembler Napoléon (1982)
- L'Infirmière des neiges (1983)
- La Louve du Val d'Amour (1984)
- Julie la Chance (1985)
- Le Barrage de la peur, Éditions Mon village (1987)
- Une fille dans la forêt, suivi de Céline, la bûcheronne (1987) - Prix des Alpes et du Jura décerné par l'Association des Écrivains de Langue Française[réf. nécessaire]
- Contrebandiers et Gabelous (1989)
- Dolorès (1989)
- Le Loup-garou de la vallée des anges, Presses de la Cité (1990)
- Le Voyageur de l'oubli (1990)
- La Franche-Comté, art et histoire (1990)
- Reflets et lumières sur le Doubs : de sa source à la Saône (1993)
- Le Secret du colporteur (1993)
- Le Crépuscule des maudits (1995)
- Le Testament du baron (1995)
- Mon pays comtois (1996)
- Contes et légendes du Pays comtois (1997)
- L'Inconnue du Val-Perdu (1997) - téléfilm 2001
- La Fabuleuse Histoire du sel (1998)
- La Roche-aux-Fous (2000), roman policier
- Les Rouliers de la Bérézina (2001)
- Victor Hugo : la vie d'un géant (2001)
- Juste avant l'aurore (2003)
- Légendes et nouvelles animalières de Franche-Comté (2003)
- Une étrange odeur d'absinthe (2004)
- Le Roman de Sissi (2005)
- L'Indomptable Lacuson (2006)
- Les Auvernois :
  - 1, La Marie-des-Bois (2007)
  - 2, Alexandre le vannier (2007)
  - 3, Le Dernier des Auvernois (2009)
- Clandestins de la liberté (2009)
- Aimer la Franche-Comté (2008)
- Le Trésor retrouvé des Templiers (2011)
- Louis Pasteur : un aventurier de la science (2013)

### Titres signés Alex Barner
- Panique chez les émigrés, Éditions Galic (1961)
- Opération : Twist !, Éditions Galic (1962)
- Vendu au FBI, Éditions Galic (1962)
- Mission secrète à Rio, Éditions Galic (1962)
- Alerte en Arabie, Éditions Galic (1963)
- L'Homme de Copacabana, Éditions Galic (1964)

### Titres signés André Frambois
- Diamants au sang, Presses noires, coll. « Atmosphère » no 13 (1970)
- Un drôle de témoin, Presses noires, coll. « Atmosphère » no 17 (1970)
- La Nuit des passeurs, Presses noires, coll. « Atmosphère » no 19 (1970)
- La neige était rouge, Presses noires, coll. « Atmosphère » no 25 (1971)
- Cinq morts pour une belle, Presses noires, coll. « Atmosphère » no 32 (1971)
- La Haine en partage, Presses noires, coll. « Atmosphère » no 41 (1972)
- Une odeur de pastis, Presses noires, coll. « Atmosphère » no 55 (1973)